# Midnight Lightning

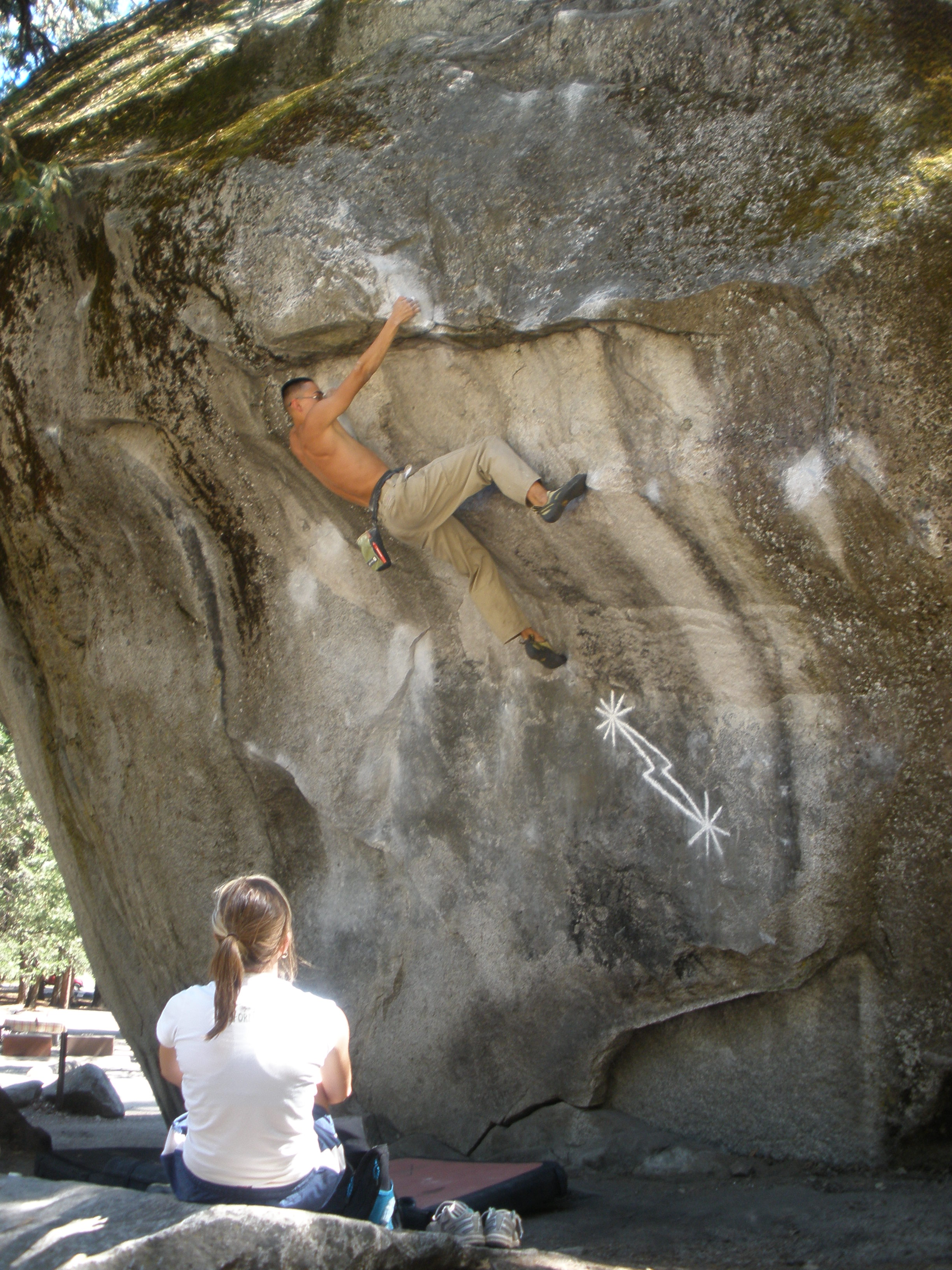
Ein Kletterer am Midnight Lightning

Midnight Lightning ist eine kurze Kletterroute (Boulder) auf dem Gelände des Campingplatzes Camp 4 im Yosemitetal in Kalifornien (USA). Sie liegt an der Nordostseite eines Felsblocks namens Columbia Boulder. Die Route galt 1978 als eines der schwersten Kletterprobleme der Welt. Sie wurde von Ron Kauk im Jahr 1978 erstbegangen und nach einem Song von Jimi Hendrix benannt, aber auch weil der Schlüsselgriff einem gezackten Blitz ähnelt. Der Weg hat die Schwierigkeit V8. Die zweite Begehung sicherte sich wenig später John Bachar. Jerry Moffatt gelang 1984 als Erstem eine Begehung innerhalb eines Tages. Im Jahr 1998 folgte die erste Damenbegehung durch Lynn Hill.
Die Route führt durch eine mit einem Blitz markierte Seite des Blocks. Diese hängt etwa 30 Grad über und ist recht unstrukturiert. In vier Metern Höhe befindet sich ein größeres Dach, über welchem sich die Wand zurücklegt. Vor der Erstbegehung probierten Ron Kauk und John Bachar die Stelle monatelang, ehe sie das Problem lösen konnten.

## Nachweise
1. ↑  Jerry Moffatt: Rockgod - Das Leben einer Kletterlegende, Panico Alpinverlag, 2011 S. 198

Koordinaten: 37° 45′ N, 119° 36′ W